# Mario Cvitanović
Mario Cvitanović (Zagreb, RFS de Yugoslavia, hoy Croacia, 6 de mayo de 1975) es un ex-futbolista y entrenador de fútbol croata. Se desempeñaba como defensa. Actualmente está sin equipo tras dirigir en 2019 al Al-Wehda Club saudí.

## Trayectoria

### Clubes como jugador
| Club               | País     | Año         |
| ------------------ | -------- | ----------- |
| GNK Dinamo Zagreb  | Croacia  | 1995 - 2000 |
| Hellas Verona FC   | Italia   | 2000 - 2001 |
| AC Venezia         | Italia   | 2001 - 2002 |
| Genoa CFC          | Italia   | 2002 - 2003 |
| SSC Napoli         | Italia   | 2003 - 2004 |
| Beerschot AC       | Bélgica  | 2004 - 2006 |
| GNK Dinamo Zagreb  | Croacia  | 2006 - 2007 |
| FC Energie Cottbus | Alemania | 2007 - 2009 |

### Clubes como entrenador
| Club                | País           | Año       |
| ------------------- | -------------- | --------- |
| Dinamo de Zagreb II | Croacia        | 2015-2017 |
| Dinamo de Zagreb    | Croacia        | 2017-2018 |
| Al-Wehda Club       | Arabia Saudita | 2019      |

## Palmarés como jugador

### Torneos internacionales
| Título     | Club                 | País          | Año  |
| ---------- | -------------------- | ------------- | ---- |
| Copa Corea | Selección de Croacia | Corea del Sur | 1999 |